# لاورنس اس. بکر
لاورنس اس. بکر (انگلیسی: Laurence S. Baker; ۱۵ مهٔ ۱۸۳۰ – ۱۰ آوریل ۱۹۰۷) فرد نظامی اهل ایالات متحده آمریکا بود.